# Starboy
Starboy es el título del tercer álbum de estudio del cantante y compositor canadiense The Weeknd. XO y Republic Records lanzaron el disco el 25 de noviembre de 2016.  El álbum cuenta con varios artistas invitados tales como Daft Punk, Lana Del Rey, Future y Kendrick Lamar.  El álbum fue apoyado por siete sencillos: «Starboy», «I Feel It Coming»,«Secrets» ,«Party Monster», «Reminder», «Rockin'» y «Die for You».
«Starboy» recibió revisiones generalmente positivas de los críticos y debutó en el número uno en la lista Billboard 200, vendiendo 348 000 unidades equivalentes al álbum y 209 000 copias físicas en la primera semana. También debutó en el número uno en la lista de Billboard, Canadian Albums Chart. En enero de 2019, el álbum recibió la certificación de triple platino por la Recording Industry Association of America (RIAA). El álbum ganó el Premio Grammy al Mejor Álbum Urbano Contemporáneo en la entrega número 60 de los Premios Grammy.
En 2023 se lanzaría la edición Deluxe del álbum en el que incluye el remix de Die for You con Ariana Grande.

## Antecedentes
Después del éxito comercial de su álbum «Beauty Behind the Madness» en 2015, The Weeknd insinuó el lanzamiento de su tercer álbum de estudio el 12 de marzo de 2016, en su cuenta de Instagram llamándolo «el próximo capítulo de su música». El 24 de agosto del mismo año, la vicepresidenta ejecutiva de Republic Records, Wendy Goldstein, durante una entrevista con Billboard, confirmó que The Weeknd colaboraría con el dúo de música electrónica francés Daft Punk. El 7 de septiembre de 2016, el lanzamiento de un álbum se confirmó a través de una entrevista con VMAN, el cual tendría influencias de Prince, The Smiths, Talking Heads y Bad Brains. En una entrevista con Billboard, The Weeknd reveló que las grandes influencias en el álbum fueron 50 Cent y el Clan Wu-Tang. The Weeknd dijo en la entrevista:
«El ambiente en Starboy proviene de la cultura hip-hop del fanfarrón de Wu-Tang y 50 Cent, el tipo de música que escuchaba de niño. Presumir suena bien, hombre. Era un adolescente cuando vi Scarface, y aunque era increíble, es genial que Tony Montana pueda sobrevivir a todos esos disparos y no sentirlos».
El 21 de septiembre de 2016, el álbum junto con su título fueron anunciados oficialmente, con su lanzamiento programado para el 25 de noviembre de 2016.

## Portada
La portada del álbum fue fotografiada y diseñada por Nabil Elderkin. En él se ve a The Weeknd con el pelo más corto, en una actitud agachada, con un collar de cruz y se destaca por las rayas de neón azul a través de un fondo rosado del mismo material. La parte superior de la imagen dice el nombre del álbum en letras amarillas y los bordes del embalaje son granulados por el neón azul. También la portada contiene la etiqueta de Parental Advisory: Explicit Content, debido al lenguaje fuerte y a las insinuaciones en algunas de sus canciones.

## Promoción

### Sencillos
El 22 de septiembre de 2016, el primer sencillo del álbum, con el mismo nombre, se lanzó digitalmente en las tiendas de música y servicios de streaming. La canción cuenta con el dúo electrónico francés Daft Punk. Su video musical se estrenó el 28 de septiembre. La canción alcanzó el puesto número uno en la lista Billboard Hot 100, convirtiéndose en el tercer sencillo número uno de The Weeknd.
«False Alarm» se lanzó como el primer single promocional de Starboy el 29 de septiembre de 2016. La canción alcanzó el número 55 en el Billboard Hot 100.
«I Feel It Coming» se lanzó por primera vez a la radio británica de éxitos contemporáneos el 24 de noviembre de 2016, siendo admitida en la radio contemporánea rítmica el 6 de diciembre de 2016, como el segundo sencillo del álbum. La canción alcanzó hasta el número 4 en el Billboard Hot 100.
«Party Monster» fue lanzado a la radio urbana contemporánea el 6 de diciembre de 2016, como el tercer sencillo del álbum. Alcanzó el puesto número 16 en la lista Billboard Hot 100, en la semana de lanzamiento del álbum.
«Reminder» se lanzó a la radio rítmica contemporánea el 9 de mayo de 2017, como el cuarto sencillo del álbum en los Estados Unidos. La canción alcanzó el número 31 en el Billboard Hot 100.
«Rockin'» se lanzó por primera vez a la radio Francia de éxitos contemporáneos el 9 de mayo de 2017, como el cuarto sencillo internacional del álbum.
«Die for You» se lanzó a la radio urbana contemporánea y AC urbana el 19 de agosto de 2017, como el quinto sencillo del álbum en los Estados Unidos. La canción alcanzó el número 1 en el Billboard Hot 100 después de más de 6 años, el 6 de marzo de 2023.

### Presentaciones
The Weeknd fue el invitado musical en el estreno de la temporada 42 de Saturday Night Live. Promocionó el álbum, interpretando tanto «Starboy» como «False Alarm» y protagonizó un breve cameo en el sketch «Weeknd Update», donde reconoció su nuevo corte de pelo. El 20 de noviembre de 2016, The Weeknd cantó «Starboy» en los American Music Awards de 2016. Cuatro días más tarde, The Weeknd apareció en The Tonight Show con Jimmy Fallon para interpretar tanto «I Feel It Coming» así como también «Starboy». El 25 de noviembre, todas las pistas del álbum se reprodujeron durante la entrevista de The Weeknd con Zane Lowe para Beats 1. El 6 de diciembre, actuó en el Victoria's Secret Fashion Show de ese año en CBS. El 12 de febrero de 2017, The Weeknd y Daft Punk se presentaron en los Premios Grammy de ese año.

### Cortometraje
El 23 de noviembre de 2016, The Weeknd lanzó un cortometraje de 12 minutos en la promoción del álbum, dirigido por Grant Singer, quien también dirigió el video musical de «Starboy». Con el nombre de Mania (estilizado como M A N I A), interpretando canciones como «All I Know» con Future, «Sidewalks» con Kendrick Lamar, «Secrets», «Die for You», «Party Monster» (con el coro de Lana Del Rey) y «I Feel It Coming» con Daft Punk. La modelo francesa Anais Mali es la protagonista femenina del video.

## Recepción

### Crítica
«Starboy» recibió revisiones generalmente positivas de los críticos. En Metacritic, que asigna una puntuación normalizada de 100 a las revisiones de la prensa corriente, el álbum obtuvo una puntuación media de 67, basada en 25 críticas. Annie Zaleski de The A.V. Club dijo: «El disco tiene un par de canciones demasiado largas, y pierde sentido a medida que avanza, pero tales imperfecciones son geniales: él prefiere expresar todo lo que está sintiendo en una versión aerografiada o idealizada de sí mismo. En ese sentido, Starboy es uno de los lanzamientos más confiados del año». Michael Madden de Consequence of Sound dijo: «Ayudaría más sí el álbum fuera idiosincrásico, pero como es, Starboy sigue siendo el mismo sonido que Tesfaye ha hecho, aún sabiendo que tiene todo lo necesario para volverse una gran figura de la música pop». Neil McCormick de The Daily Telegraph dijo: «Lo que es sorprendente es cómo su sonido no tiene fisuras y se oye integrado, un surtidor realmente lujoso y flexible de electrizantes melodías vocales y sinuosas». Nolan Feeney, de Entertainment Weekly, dijo: «Mientras que los músicos escriben acerca de cómo hacer frente a lo recién descubierto, La celebridad es uno de los tropos más antiguos del pop, The Weeknd evita los clichés habituales con observaciones y anécdotas que se sienten específicas y genuinas». Ryan B. Patrick de Exclaim! comentó: «Aquellos que deseen regresar a los días de Trilogy tendrán que demorarse un poco más; en 18 pistas, The Weeknd demuestra que está listo para el horario estelar aquí, pero todavía hay una sensación de sentirse nuevo en los parámetros». Mehan Jayasuriya de Pitchfork dijo: «Starboy, en contraste [con Trilogy], se siente más como una compilación oportunista de lados B que como un álbum. ¿Quién es The Weeknd? En este punto, incluso el hombre detrás de la cortina podría no saber».
En una crítica mixta, Andy Kellman de AllMusic declaró: «Las producciones, la mayoría de las cuales involucran a Doc McKinney y/o Cirkut, poco iluminadas por el falso maneater dance-punk «False Alarm», son más o menos tan variables en estilo como lo son en calidad. Cuando se reduce a sus diez mejores canciones, Starboy suena como el trabajo más realizado de Tesfaye». Scott Glaysher, de HipHopDX, dijo: «Starboy no inmortalizará su legado todavía, pero reforzará la colocación de un niño de Toronto (una vez desolado) en una secta musical en la que probablemente ni siquiera hubiera soñado con estar». Kevin Ritchie de Now, dijo: «En 18 pistas, Starboy entrega algunas gemas del pop, pero su último tercio vacila con una serie de baladas eventualmente rescatadas por Daft Punk, un poco del agradable retro lite-funk que no había sonado fuera de Random Access Memories». Mosi Reeves de Rolling Stone comentó: «A pesar de poco más de una hora de duración y un excedente en relleno, Starboy tiene puntos destacados ... Pero para los fans más longevos que creen que The Weeknd es uno de Los principales artistas de R&B de la década, Starboy en última instancia, parece una decepción». Jesse Cataldo de la revista Slant dijo: «Sigue siendo un vocalista excepcionalmente talentoso, sin embargo, ninguno de los muchos magos del estudio representados en el álbum es capaz de sacarlo de sus habituales ritmos morosos. Para ser justos, ninguno de ellos realmente lo intenta». Alexis Petridis de The Guardian dijo: «Hay cosas que vale la pena escuchar en Starboy. Parece capturar a un artista en un estado de flujo ligeramente incómodo, inseguro de si abrazar con avidez el tipo de estrellato pop que te lleva a la lista para Nickelodeon Kids «Elija premios o tire la precaución al viento y haga algo más interesante artísticamente». Starboy cubre sus apuestas e intenta hacer ambas cosas. Puede ver por qué, pero es un álbum curiosamente desigual».

### Elogios
| Publicación | Elogio                      | Posición |
| ----------- | --------------------------- | -------- |
| Billboard   | 50 mejores álbumes del 2016 | 21       |
| Complex     | 50 mejores álbumes del 2016 | 40       |
| Variance    | 50 mejores álbumes del 2016 | 41       |

### Premios
| Año  | Ceremonia                                 | Categoría                        | Resultado |
| ---- | ----------------------------------------- | -------------------------------- | --------- |
| 2018 | 60ª ceremonia anual de los Premios Grammy | Mejor álbum urbano contemporáneo | Ganador   |

### Comercial
Starboy debutó en el número uno de la Billboard 200 con 348 000 unidades equivalentes a álbumes, de las cuales 209 000 fueron de ventas puras. En los Estados Unidos, fue la tercera semana con ventas más altas de 2016, la segunda en reproducciones en streaming de todos los tiempos (detrás de Drake con Views), y es el segundo álbum número uno de The Weeknd. El álbum tuvo un buen desempeño en su segunda semana de ventas, ganando 150 000 unidades adicionales. Después del lanzamiento de Starboy, las 18 canciones del álbum se ubicaron en el Billboard Hot 100. En ese momento, marcó el segundo mejor total de entradas simultáneas en el Hot 100, después de Drake que colocó 20 canciones al mismo tiempo en mayo de 2016.
El 30 de enero de 2019, Starboy recibió la certificación triple platino de la Recording Industry Association of America (RIAA) para ventas combinadas y streamings de más de tres millones de unidades en los Estados Unidos. Starboy se clasificó como el tercer álbum más popular del año en 2017 en el Billboard 200.

## Lista de canciones
Créditos adaptados de la página web oficial de The Weeknd y de la libreta de notas.

| Starboy |                                               | |                                                                         |          |  |
| N.º     | Título                                        | Escritor(es) | Productores                                                             | Duración |  |
| 1.      | «Starboy» (featuring Daft Punk)               | Abél Tesfaye Thomas Bangalter Guy-Manuel de Homem-Christo Martin McKinney Henry Russell Walter                   | Daft Punk Doc McKinney [ a ] Cirkut [ a ] The Weeknd [ a ]              | 3:50     |  |
| 2.      | «Party Monster»                               | Tesfaye Benjamin Diehl McKinney Ahmad Balshe Elizabeth Grant                                                     | Ben Billions McKinney The Weeknd                                        | 4:09     |  |
| 3.      | «False Alarm»                                 | Tesfaye McKinney Balshe Diehl Walter Emmanuel Nickerson                                                          | McKinney Cirkut [ a ] Mano [ a ] The Weeknd                             | 3:40     |  |
| 4.      | «Reminder»                                    | Tesfaye Nickerson McKinney Dylan Wiggins Walter Jason Quenneville                                                | Mano McKinney Sir Dylan Cirkut                                          | 3:38     |  |
| 5.      | «Rockin'»                                     | Tesfaye Martin Karl Sandberg Anders Peter Svensson Savan Harish Kotecha Ali Payami Balshe                        | Max Martin Payami The Weeknd [ a ]                                      | 3:52     |  |
| 6.      | «Secrets»                                     | Tesfaye McKinney Walter Wiggins Roland Orzabal G. Canler J. Marions W. Palamarchuk M. Skill P. Solley            | McKinney Cirkut Sir Dylan The Weeknd                                    | 4:25     |  |
| 7.      | «True Colors»                                 | Tesfaye William Thomas Walsh Magnus August Høiberg Benjamin Levin Brittany Hazzard Samuel Wishkoski Jacob Dutton | Cashmere Cat Benny Blanco Swish Jake One The Weeknd                     | 3:26     |  |
| 8.      | «Stargirl Interlude» (featuring Lana Del Rey) | Grant Tesfaye McKinney Timothy McKenzie                                                                          | McKinney Labrinth                                                       | 1:51     |  |
| 9.      | «Sidewalks» (featuring Kendrick Lamar)        | Tesfaye McKinney Daniel Wilson Robert John Richardson Kendrick Lamar Duckworth Ali Shaheed Jones-Muhammad        | McKinney Bobby Raps Muhammad                                            | 3:51     |  |
| 10.     | «Six Feet Under»                              | Tesfaye Nayvadius Wilburn McKinney                                                                               | McKinney Ben Billions Metro Boomin Cirkut The Weeknd                    | 3:57     |  |
| 11.     | «Love to Lay»                                 | Tesfaye Sandberg Svensson Kotecha Payami Balshe                                                                  | Martin Payami The Weeknd                                                | 3:43     |  |
| 12.     | «A Lonely Night»                              | Tesfaye Sandberg Svensson Kotecha Payami Balshe Quenneville                                                      | Martin Payami                                                           | 3:40     |  |
| 13.     | «Attention»                                   | Tesfaye Walsh Levin Høiberg Adam Feeney Mustafa Ahmed                                                            | Benny Blanco Cashmere Cat Frank Dukes The Weeknd                        | 3:17     |  |
| 14.     | «Ordinary Life»                               | Tesfaye Sandberg Svensson Kotecha Payami Balshe McKinney Walter                                                  | McKinney Cirkut                                                         | 3:41     |  |
| 15.     | «Nothing Without You»                         | Tesfaye Quenneville Diehl Thomas Pentz Balshe                                                                    | Ben Billions Diplo Cirkut The Weeknd                                    | 3:18     |  |
| 16.     | «All I Know» (featuring Future)               | Tesfaye Diehl Høiberg Wilburn Balshe                                                                             | Ben Billions Cashmere Cat The Weeknd                                    | 5:21     |  |
| 17.     | «Die for You»                                 | Tesfaye McKinney Prince 85 Wiggins Høiberg Walsh                                                                 | McKinney [ a ] Prince 85 Sir Dylan Cashmere Cat [ a ] Cirkut The Weeknd | 4:20     |  |
| 18.     | «I Feel It Coming» (featuring Daft Punk)      | Tesfaye Bangalter de Homem-Christo McKinney Walter Eric Chedeville                                               | Daft Punk [ a ] McKinney [ a ] Cirkut [ a ] The Weeknd Sir Dylan        | 4:29     |  |

| Bonus Track de Target |                                              |                                                                        |                                                                |          |  |
| N.º                   | Título                                       | Escritor(es)                                                           | Productores                                                    | Duración |  |
| 19.                   | «Starboy» (featuring Daft Punk) (Kygo Remix) | Tesfaye Kyrre Gørvell-Dahll Bangalter De Homem-Christo McKinney Walter | Kygo [ b ] Daft Punk Tesfaye [ a ] McKinney [ a ] Cirkut [ a ] | 4:04     |  |

Notas
- [a]. Significa un coproductor.
- [b]. Significa un productor de remix
- «Party Monster» contiene en los coros a Lana Del Rey
- «Rockin'» presenta voces adicionales de Kazue Lika Tatsushima
- «Sidewalks» presenta voces adicionales de Daniel Wilson
- «Six Feet Under» presenta voces adicionales de Future
- Créditos de los samples
- «Secrets» contiene partes de «Pale Shelter», escrito por Roland Orzabal, y combina partes de «Talking in Your Sleep», escrito por Coz Canler, Jimmy Marinos, Wally Palamarchuk, Mike Skill y Peter Solley.[58]

## Personal
Créditos adaptados de las notas del álbum.
- Daft Punk - productores, artista invitado (pistas 1, 18)
- Doc McKinney - productor ejecutivo, coproductor (pistas 1, 18), ingeniero (pistas 1-4, 6, 8-10, 14, 16-18), productor (pistas 2-4, 6, 8-10, 14 , 17)
- Labrinth - productor (pista 8)
- The Weeknd - productor ejecutivo, coproductor (pistas 1, 5, 18), productor (pistas 2-3, 6-7, 10-11, 13, 15-17)
- Benny Blanco - productor (pistas 7, 13)
- Tom Coyne - Masterización (todas las canciones)
- Aya Merrill - Masterización (todas las canciones)
- Cashmere Cat - productor (pistas 7, 13, 16), coproductor (pista 17), voces adicionales (pista 13)
- Prince 85 - coproductor (pista 17)
- Frank Dukes - productor (tema 13)
- Jake One - productor (tema 7)
- Swish - productor (pista 7)
- Cirkut - coproductor (pistas 1, 3, 18), ingeniero (pistas 1, 6, 14, 17-18), productor (pistas 4, 6, 10, 14-15, 17)
- Chris Galland - ingeniero de mezcla (pistas 2, 4, 8-10, 15-16)
- JR Robinson - batería (pista 18)
- Mano - coproductor (pista 3), productor (pista 4)
- Florian Lagatta - ingeniero (pistas 1, 18)
- Josh Smith - ingeniero (pistas 1-4, 6, 8-10, 15-18)
- Raphael Mesquita - ingeniero (pista 15)
- Noah "Mailbox" Passovoy - ingeniero (pista 12)
- Ali Payami - productor (pistas 5, 11-12)
- Max Martin - productor (pistas 5, 11-12); Guitarra (pista 11)
- Peter Svensson - guitarra (pista 11)
- Serban Ghenea - mezcla (pistas 1, 3, 5-7, 11-14, 17-18)
- John Hanes - ingeniero de mezcla (pistas 1, 3, 5-7, 11-14, 17-18)
- Robin Florent - asistente de ingeniero de mezcla (pistas 2, 4, 8-10, 15-16)
- Jeff Jackson - asistente de ingeniero de mezcla (pistas 2, 4, 8-10, 15-16)
- Manny Marroquín - mezcla (pistas 2, 4, 8-10, 15-16)
- Ali Shaheed Muhammad - productor (tema 9)
- Daniel Wilson - voz adicional, productor adicional (tema 9)
- Bobby Raps - productor (tema 9)
- Ryland Blackinton - guitarra (pista 12)
- Sam Holland - ingeniero (pistas 5, 11-12)
- Cory Bice - ingeniero auxiliar (pistas 5, 11-12, 14)
- Jeremy Lertola - ingeniero auxiliar (pistas 5, 11-12, 14); palmas (pista 11)
- Lana Del Rey - coros (pista 2), artista invitado (pista 8)
- Ben Billions - productor (pistas 2, 10, 15-16), ingeniero (pistas 2-3, 10, 15)
- Diplo - productor (pista 15)
- Simon Christianson - guitarra adicional (pistas 3, 17)
- Metro Boomin - productor (pista 10)
- Dylan Wiggins - teclados (pistas 4, 6); Bajo (pistas 4, 18); Batería (pista 5); Bajo sintetizador (pista 17)
- Nathan East - bajo (pista 18)
- Kazue Lika Tatsushima - voces adicionales (pista 5)
- Adrian Eccleston - guitarra acústica (pista 6)
- Paul Jackson Jr. - guitarra (pista 18)
- David Schwerkolt - ingeniero (pistas 7, 13)
- Kendrick Lamar - artista invitado (tema 9)
- Future - voces adicionales (pista 10), artista invitado (pista 16)

## Posicionamiento en listas

### Semanales
| Lista                                       | Mejor posición |
| ------------------------------------------- | -------------- |
| Argentina (CAPIF)                           | 10             |
| Australia (ARIA)                            | 1              |
| Austria (Ö3 Austria)                        | 23             |
| Bélgica (Ultratop flamenca)                 | 8              |
| Bélgica (Ultratop valona)                   | 24             |
| Canadá (Billboard Canadian Albums)          | 1              |
| Croacia (IFPI)                              | 40             |
| República Checa (ČNS IFPI)                  | 4              |
| Dinamarca (Hitlisten)                       | 1              |
| Países Bajos (Album Top 100)                | 3              |
| Finlandia (Suomen Virallinen Lista)         | 1              |
| French Albums (SNEP)                        | 11             |
| Greek Albums (IFPI)                         | 50             |
| Irlanda (IRMA)                              | 3              |
| Italia (FIMI)                               | 38             |
| Nueva Zelanda (Recorded Music NZ)           | 5              |
| Noruega (VG-lista)                          | 1              |
| Polonia (ZPAV)                              | 26             |
| Portugal (AFP)                              | 20             |
| South Korean Albums (Gaon)                  | 36             |
| España (PROMUSICAE)                         | 39             |
| Suecia (Sverigetopplistan)                  | 1              |
| Suiza (Schweizer Hitparade)                 | 5              |
| Taiwanese International Albums (Five Music) | 2              |
| Reino Unido (UK Albums Chart)               | 5              |
| Reino Unido (UK R&B Albums)                 | 1              |
| Estados Unidos (Billboard 200)              | 1              |
| Estados Unidos (Top R&B/Hip-Hop Albums)     | 1              |

### Anuales
| Lista (2016)              | Posición |
| ------------------------- | -------- |
| Australian Albums (ARIA)  | 51       |
| Danish Albums (Hitlisten) | 36       |
| Dutch Albums (MegaCharts) | 48       |
| French Albums (SNEP)      | 93       |
| UK Albums (OCC)           | 52       |

|}

## Certificaciones
| Territorio     | Organismo certificador                      | Certificación | Ventas certificadas | Ref.    |        |        |        |        |
| Europa         | Europa                                      | Europa        | Europa              | Europa  | Europa | Europa | Europa | Europa |
| -------------- | ------------------------------------------- | ------------- | ------------------- | ------- | ------ | ------ | ------ | ------ |
| Austria        | IFPI — Austria                              | Platino       | 15 000              | [ 92 ]  |        |        |        |        |
| Alemania       | Bundesverband Musikindustrie                | Oro           | 100 000             | [ 93 ]  |        |        |        |        |
| Dinamarca      | IFPI — Dinamarca                            | 3x Platino    | 60 000              | [ 94 ]  |        |        |        |        |
| Francia        | SNEP                                        | 2x Platino    | 200 000             | [ 95 ]  |        |        |        |        |
| Italia         | Federación de la Industria Musical Italiana | Oro           | 25 000              | [ 96 ]  |        |        |        |        |
| Noruega        | IFPI — Noruega                              | Platino       | 30 000              | [ 97 ]  |        |        |        |        |
| Polonia        | Związek Producentów Audio Video             | Oro           | 10 000              | [ 98 ]  |        |        |        |        |
| Reino Unido    | BPI                                         | Platino       | 300 000             | [ 99 ]  |        |        |        |        |
| Suecia         | Federación de la Industria Musical Italiana | 2x Platino    | 60 000              | [ 100 ] |        |        |        |        |
| América        |                                             |               |                     |         |        |        |        |        |
| Brasil         | ABPD                                        | Oro           | 50 000              | [ 101 ] |        |        |        |        |
| Canadá         | Music Canada                                | 3x Platino    | 240 000             | [ 102 ] |        |        |        |        |
| Estados Unidos | Recording Industry Association of America   | 3x Platino    | 3 000 000           | [ 54 ]  |        |        |        |        |
| Oceanía        |                                             |               |                     |         |        |        |        |        |
| Australia      | Australian Recording Industry Association   | Oro           | 35 000              | [ 103 ] |        |        |        |        |

## Historial de lanzamientos
| Región | Fecha                   | Formato          | Discográfica | Ref.    |
| ------ | ----------------------- | ---------------- | ------------ | ------- |
| Varios | 25 de noviembre de 2016 | Descarga digital | XO Republic  | [ 104 ] |
| Varios | 28 de noviembre de 2016 | CD               | XO Republic  | [ 105 ] |
| México | 9 de diciembre de 2016  | CD               | XO Republic  | [ 106 ] |
| Brasil | 16 de diciembre de 2016 | CD               | XO Republic  | [ 107 ] |